# Протопланета
Протопланетата е голям планетарен ембрион, който произхожда от протопланетен диск и е претърпял вътрешно топене, за да произведе своеобразна вътрешна структура. Смята се, че протопланетите се образуват от множество планетезимали, всеки с диаметър над 1 км, които смущават взаимните си орбити гравитационно и се сблъскват, като постепенно се сливат в доминиращи планети.
През февруари 2013 г. астрономи за първи път наблюдават директно протопланета около далечна звезда. Тя е в процес на образуване в диск от газ и прах.